# Ai no Uta
"Ai no Uta" (愛の歌, Cançó d'amor) és una cançó de Strawberry Flowers creada per al videojoc Pikmin per a Nintendo GameCube el 2001. La cançó va ser solament utilitzada per a anuncis de televisió per al joc, però no apareix en el mateix. Aquests anuncis solament van ser emesos al Japó. Una menuda part de la cançó pot ser escoltada sent cantada pels Pikmin en Pikmin 2, i la cançó és una de les primeres disponibles per a l'escenari "Planeta Llunyà" en Super Smash Bros. Brawl. La lletra és en japonès. La cançó és interpretada pel grup Strawberry Flower, que també produïren el tema principal de Pikmin 2.